# Rhopalostylis sapida
Espèce
Classification phylogénétique
Statut de conservation UICN

 CD  : Dépendant de la conservation
(appellation d’avant 2001)
Rhopalostylis sapida, appelé communément en français palmier-blaireau, palmier Nikau ou palmier de Nikau et en anglais Nikau, est une espèce de la famille des arécacées originaire de la Nouvelle-Zélande. C'est le palmier le plus austral.

## Étymologie
« Nīkau » est un mot de Māori ; dans les langues polynésiennes orientales du Pacifique tropical, il fait référence aux frondes ou à la nervure centrale du cocotier.

## Aire de répartition

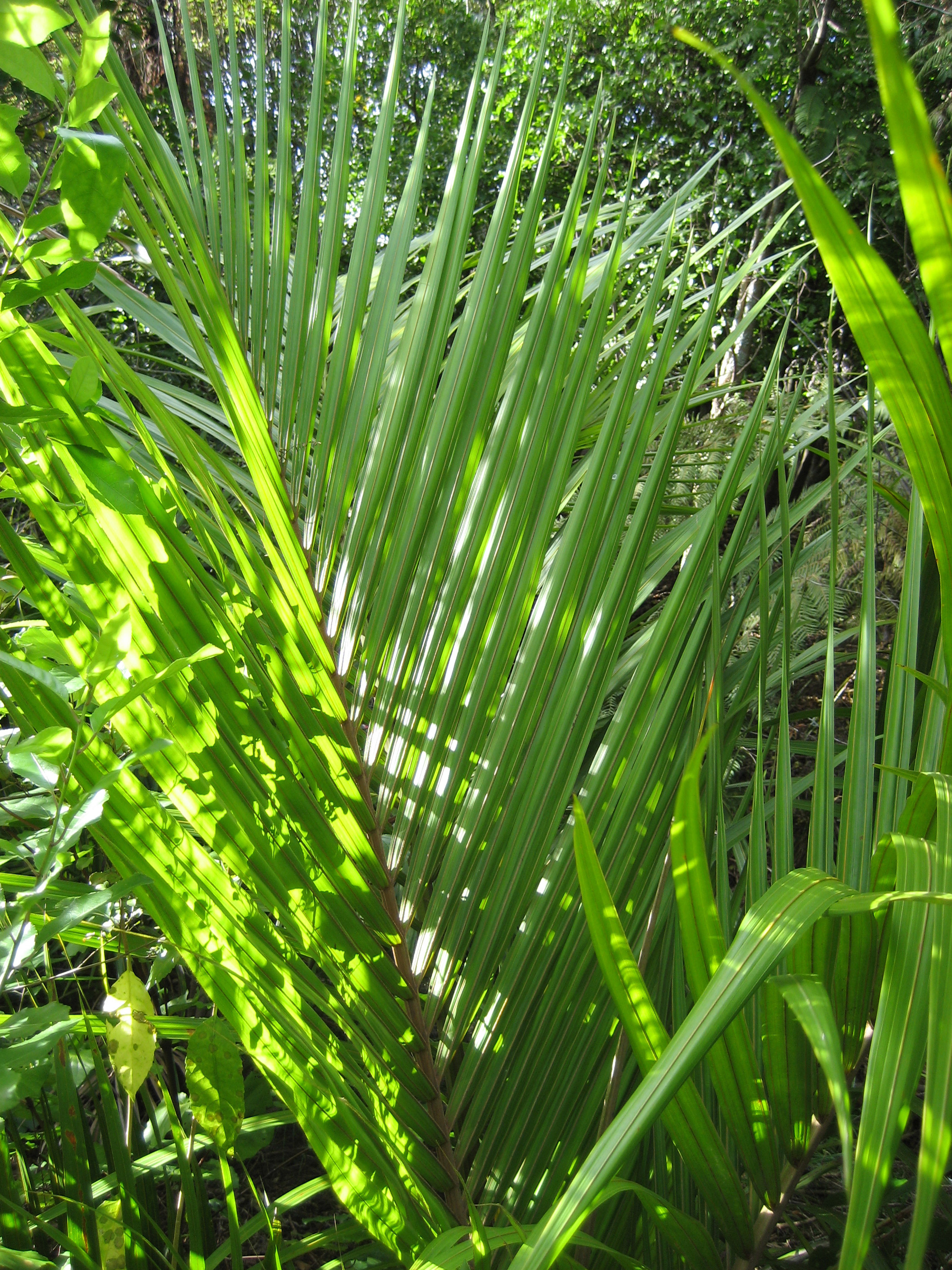
Fronde de Rhopalostylis sapida.

Le palmier nikau est la seule espèce de palmier endémique de la Nouvelle-Zélande. Son aire de répartition naturelle est la forêt côtière et de plaine sur l'île du Nord, et sur l'île du Sud jusqu'à Okarito au sud, (43°20′S) à l'ouest et la péninsule Banks (43°5′S) à l'est. Il est également présent sur l'île de Chatham et sur l'île de Pitt/Rangiauria au sud-est de la Nouvelle-Zélande, où il est le palmier poussant le plus austral du monde à 44° 18' de latitude.

## Écologie
Le nikau pousse jusqu'à 15 m de haut, avec un tronc robuste et vert qui porte des cicatrices feuillues gris-vert. Le tronc est surmonté d'une couronne lisse et bombée d'une longueur pouvant atteindre 1m. Les frondes mesurent jusqu'à 3 m de long et les folioles serrées, parfois chevauchantes, jusqu'à 1 m de long. 
L'inflorescence fait 200 à 400 mm de long. Les fleurs serrées sont unisexuelles et de couleur lilas à rose. Les fleurs mâles sont portées par paires et possèdent six étamines. Les fleurs femelles sont solitaires. Le fruit est elliptique ou oblong, et mesure généralement environ 10 par 7 mm, et est rouge à maturité. Le nikau produit des fleurs entre novembre et avril, et les fruits mûrissent de février à novembre, prenant presque un an pour atteindre leur pleine maturité. Ce sont les aliments préférés du kerereru, le pigeon ramier indigène
.

## Culture
Le nikau fait une excellente plante en pot, et est assez rustique. Elle a tendance à grandir lentement. Il pousse facilement à partir de graines si le fruit est trempé dans l'eau pendant quelques jours, puis délicatement frotté pour en retirer la chair. La graine germera alors facilement si elle est placée dans des sacs de plastique scellés à l'ombre partielle, après quoi elle pourra être plantée dans des pots profonds. Les pots doivent être hauts et étroits pour laisser de la place à la racine pivotante et pour réduire les risques de dommages aux racines lors du repiquage.
La transplantation de juvéniles est généralement réussie si la racine principale est laissée intacte. Le nikau n'a pas de véritable racine pivotante. Une fois que la racine principale a été établie à une profondeur assez faible d'environ 400 mm, ses racines prennent une forme semblable à celle des autres palmiers. Une transplantation réussie est possible, mais nikau est très capricieuse s'il y a déjà un stipe. Il est préférable de le faire en été, mais il faut préserver une motte de racines importante et fournir de l'ombre au nouvel emplacement - au moins en attachant les frondes extérieures plus près du centre. L'arrosage au pied est recommandé alors que l'arrosage de la couronne de palmes peut induire la pourriture terminale.
Le nikau pousse à des températures fraîches, mais il n'est pas sujet au gel dans son habitat naturel. Il peut survivre à un léger gel, mais il sera gravement endommagé par de fortes baisses soudaines de température, même si celle ce ne descend pas en dessous de zéro. Il peut s'acclimater dans les régions au climat méditerranéen doux.

## Variabilité naturelle
Le palmier nikau présente des variations considérables à l'état sauvage. Les plantes de l'île du Sud et des îles au large de l'île du Nord ont des frondes plus grandes et plus gracieuses et sont populaires en culture. La forme des îles Chatham est particulièrement différente, avec une forme juvénile distincte et des fruits plus gros, et une couverture plus épaisse de poils fins sur les frondes. Des recherches plus approfondies sont nécessaires sur sa relation précise avec la forme continentale. Le nikau de Nouvelle-Zélande est très semblable au Rhopalostylis baueri des Kermadecs et de l'île de Norfolk, qui se distingue par ses fruits plus arrondis ou ovales et par ses folioles plus larges que celles de la plupart des populations de R. sapida.

## Utilisation
Les Maoris ont trouvé de nombreuses utilisations pour le palmier nikau. La base des feuilles intérieures et les jeunes grappes de fleurs étaient consommées crues ou cuites. La nourriture était enveloppée dans les feuilles pour la cuisson, et les vieilles feuilles fibreuses étaient utilisées pour les paniers, les tapis de sol et le chaume imperméable des bâtiments.